# هجوما أزوف العسكريان (1695-1700)
هجوما أزوف العسكريان (بالروسية: Азо́вские похо́ды) هما هجومان عسكريان قامت بهما روسيا بقيادة بطرس الأكبر خلال الحرب العثمانية الروسية التي دارت رحاها بين عامي 1686 و 1700. الهدف منهما هو السيطرة على قلعة أزوف التركية. انظر إلى بحر آزوف.

## هجوم أزوف الأول
بعد الإطاحة بحكومة الأميرة صوفيا، تم تعليق الأعمال العسكرية ضد الأتراك والتتار. كانت القوات الروسية تكتفي بدفاع عن نفسها ضد غارات التتار. في عام 1694، تقرر استئناف الأعمال القتالية النشطة وشن هجوم ليس على التتار القرم، كما كان في حملات ف. ف. غوليكين، بل على القلعة التركية أزوف. وتم تغيير مسار الحركة: لم يكن عبر السهول القاحلة، بل عبر مناطق الفولغا والدون.
في شتاء وربيع عام 1695، تم بناء سفن النقل على نهر الدون: قوارب وصنادل وقوارب خشبية لنقل القوات والذخائر والمدفعية والمواد الغذائية لإعادة التمركز إلى أزوف.
في نهاية يونيو، حاصرت القوات الرئيسية أزوف (القلعة عند مصب الدون). كان غوردون في الجهة الجنوبية، وليفورت إلى يساره، وغولوفين، الذي كان الملك ضمن وحدته، إلى يمينه. في 2 يوليو، بدأت القوات تحت قيادة غوردون الأعمال الحصار. وفي 5 يوليو، انضمت إليهم قوات غولوفين وليفورت. في 14 و16 يوليو، تمكن الروس من السيطرة على أبراج أزوف - برجان حجريان على ضفتي الدون، فوق أزوف، مع سلاسل حديدية تمتد بينهما تمنع السفن النهرية من الخروج إلى البحر. وكان هذا في الواقع أعلى نجاح في الحملة. كان هناك حامية تركية قوامها 7000 جندي تحت قيادة حسن أرسلان بيه.
في 25 سبتمبر، حدثت الهجمة الثانية على القلعة. تمكن ف. م. أبراكسيين مع فوجي بريوبراجنسكي وسيميونوفسكي وألف من قوزاق الدون من الاستيلاء على جزء من التحصينات واقتحام المدينة، لكن هنا ظهرت عدم التنسيق في الجيش الروسي. تمكن الأتراك والتتار الأزوفي من إعادة تنظيم صفوفهم، واضطر أبراكسيين، الذي لم يتلق الدعم من الوحدات الأخرى، إلى التراجع.
انظر إلى معاهدة إسطنبول (1700)

## هجوم أزوف الثاني

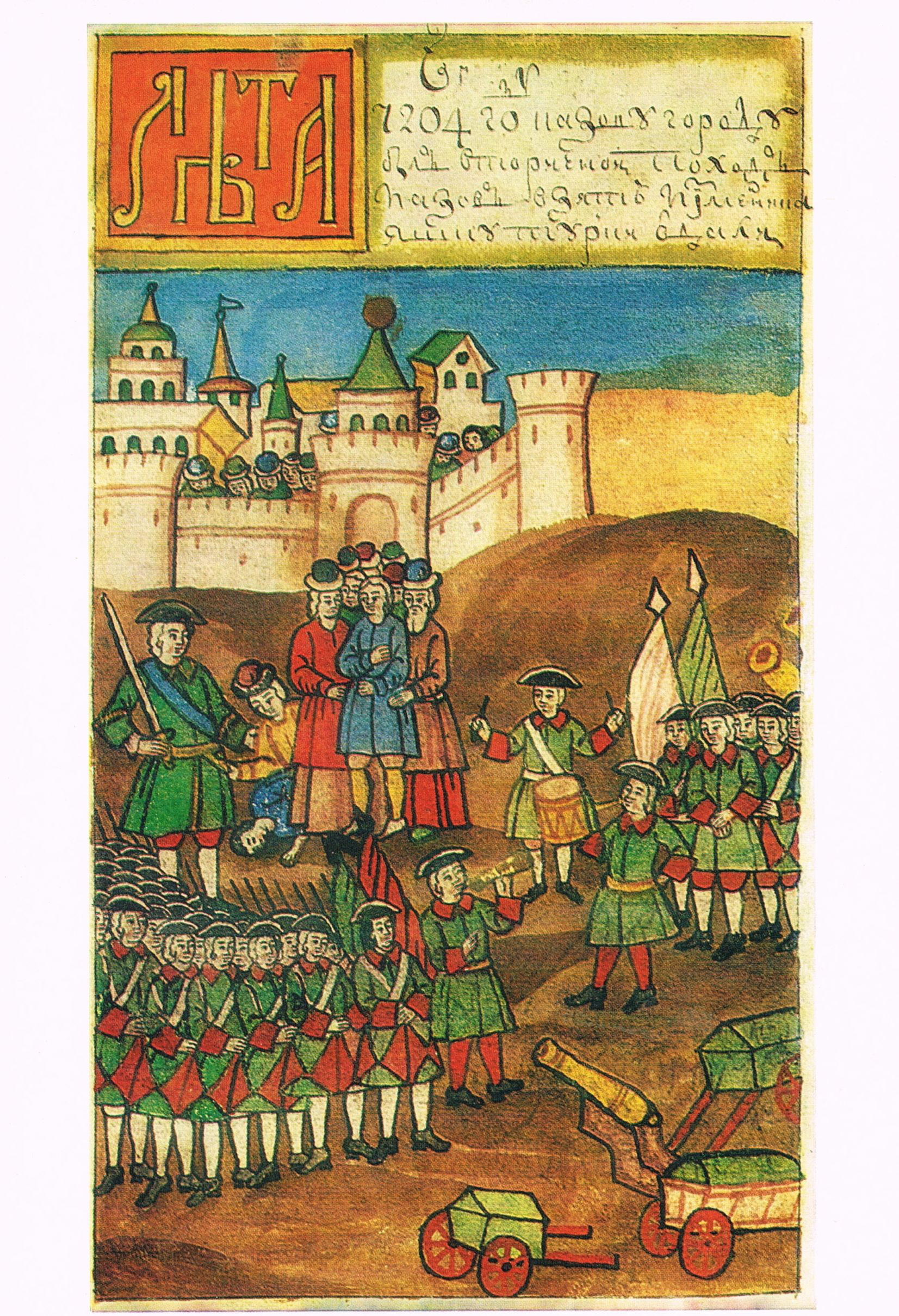
La prise de la forteresse d'Azov. Miniature d'un manuscrit de la 1ère moitié du, lHistoire de Pierre I. La scène représente la remise par les Turcs de Iachki (Jacques Jansen), matelot-renégat néerlandais.

في عام 1696، بعد فشل الحملة الأولى على أزوف، أدرك بطرس الأول الحاجة إلى تغييرات جذرية في جيش و أسطول روسيا. لم تحقق الحملة الأولى، التي أُقيمت في عام 1695، النجاح: فقد اضطرت القوات الروسية، على الرغم من محاولاتها لاقتحام قلعة أزوف، إلى التراجع. ومع ذلك، أصبح هذا التجربة درسًا مهمًا للملك الشاب، الذي فهم أنه لتحقيق أهدافه، من الضروري تحديث الجيش وإنشاء أسطول قوي.
بدأ بطرس التحضير النشط للحملة الثانية. نظم بناء سفن جديدة في البحر البلطي و جذب متخصصين أجانب لتدريب البحارة الروس. نتيجة لذلك، بحلول صيف عام 1696، كانت لديه جيش جديد وأسطول جاهز للهجوم الحاسم على أزوف.
في مايو 1696، انطلقت القوات الروسية تحت قيادة بطرس الأول نفسه في الحملة. انضم إليهم القوزاق وزابوروجيتس، مما زاد من عدد القوات. اقترب الروس من أزوف من البر والبحر، مما سمح لهم بإنشاء موقع حصار قوي. استمرت الحصار على المدينة لعدة أشهر. استخدمت القوات الروسية المدفعية بنشاط وطبقت سفنها الجديدة لحصار الميناء، مما حرم القلعة من إمكانية الحصول على الإمدادات والدعم.
بحلول يوليو 1696، زاد الضغط على المدينة. عانى المحاصرون من نقص الموارد، وبدأت الروح المعنوية للمدافعين تتراجع. نتيجة للحصار الطويل، عندما استنفدت قوات العدو، تم تسليم أزوف للقوات الروسية. كانت هذه الحدث انتصارًا كبيرًا لبطرس الأول والدولة الروسية. فتح احتلال أزوف لروسيا منفذًا إلى البحر الأسود، مما كان خطوة مهمة في سعيها لتعزيز نفوذها في المنطقة.
بعد النجاح في إنهاء الحملة الثانية، واصل بطرس الأول الإصلاحات الهادفة إلى إنشاء أسطول وجيش قويين. لم يعزز هذا النجاح مواقع روسيا في الجنوب فحسب، بل وضع أيضًا بداية لصراعات أخرى مع الإمبراطورية العثمانية. أصبحت الحملة الثانية على أزوف علامة فارقة في تاريخ روسيا، حيث فتحت عصرًا جديدًا في استراتيجيتها البحرية والسياسة الدولية.